# Georg Albrecht von Kromsdorf (1544)

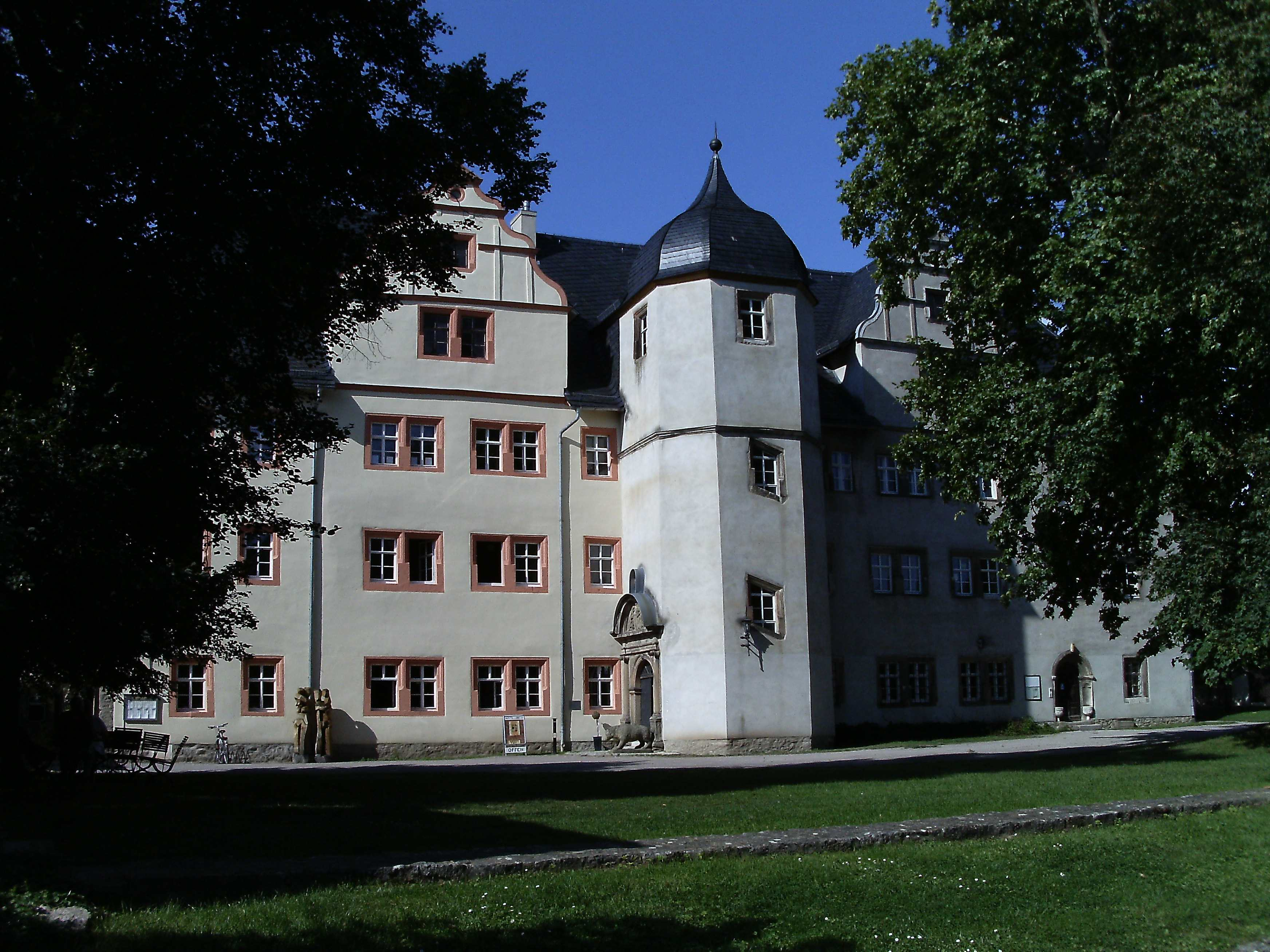
Schloss Kromsdorf

Georg Albrecht von Kromsdorf (* 1544; † 30. August 1611 in Kromsdorf) aus der Familie von Kromsdorf war der Erbauer von Schloss Kromsdorf bei Weimar. Er war zudem sachsen-weimarischer Kammerherr. 
Er wird ab 1585 als „Kammerjunker“ und „Präceptor“ von Herzog Johann von Sachsen bezeichnet. Genannt wird zugleich in dieser Funktion ein Vigilius Pinzinger. Er war also Prinzenerzieher in Weimar. Seit 1597 war Georg als Geheimer Rat genannt. Seit 1593 wurde der Kammerrat als Hofrat eingestellt. Er blieb bis 1611 Kammerrat.
Georg war nicht nur Politiker und der Erbauer des Schlosses Kromsdorf, sondern er legte auch einen Park an, der allerdings in der Barockzeit von Johann Theodor de Mortaigne wesentlich umgestaltet wurde. Von dem einstigen Renaissancegarten blieb nicht mehr viel übrig. Georg ließ das Schloss als Alternative zu seinem kleinen Herrensitz, dem heutigen Pfarrhaus in Kromsdorf, errichten, um entsprechend seiner Dienststellung als Kammerherr an den Höfen in Weimar und Altenburg residieren zu können. Georg ließ das Schloss unter Umständen auf einem Vorgängerbau errichten.
Am 1. Mai 1599 kauften er und sein damals in Heidelberg tätiger Bruder Dietrich den 4. Teil des Gut Ottenhausen für 6000 Gulden von ihrem Vetter Ernst Melchior von Kromsdorf auf Ingersleben und erhielten dieses Viertel als Lehen.
Sein Grabstein hat sich in der Kirche Großkromsdorf erhalten.
Er hinterließ drei Töchter und die vier Söhne Hans Christof († 1634),  Georg Albrecht von Kromsdorf (gest. 17. Januar 1632), Heinrich Wilhelm und Ernst Dietrich von Kromsdorf († 1622), die 1611 seine Hälfte des Rittergutes Ottenhausen erbten. Der Rittmeister Albrecht Christian von Kromsdorf ist sein Enkel.